# Alma Rubens
Alma Rubens (São Francisco, 19 de fevereiro de 1897 – Los Angeles, 22 de janeiro de 1931) foi uma atriz estadunidense de filmes mudos.

## Família
Alma Rubens era filha do casal John B. e Theresa Hayes Rueben. Atuou desde a infância, e tornou-se uma estrela aos 19 anos de idade. Estudou na Sacred Heart Convent em São Francisco, sua cidade-natal. Sua mãe, Theresa, nasceu em dezembro de 1871, também em São Francisco, e era de ascendência irlandesa. Já o seu pai, John Ruebens, era um alemão judeu, nascido em 1857, e que havia imigrado para os Estados Unidos em 1890. Uma irmã mais velha de Alma Rubens, chamada Hazel, nasceu em 1893 — quatro anos antes dela.
A título de informação, algumas biografias dizem, erroneamente, que o seu nome de batismo era Genevieve Driscoll, o que não é verdade. Na verdade, Driscoll era o nome de solteira da sua avó materna.[carece de fontes?]

## Carreira e vício

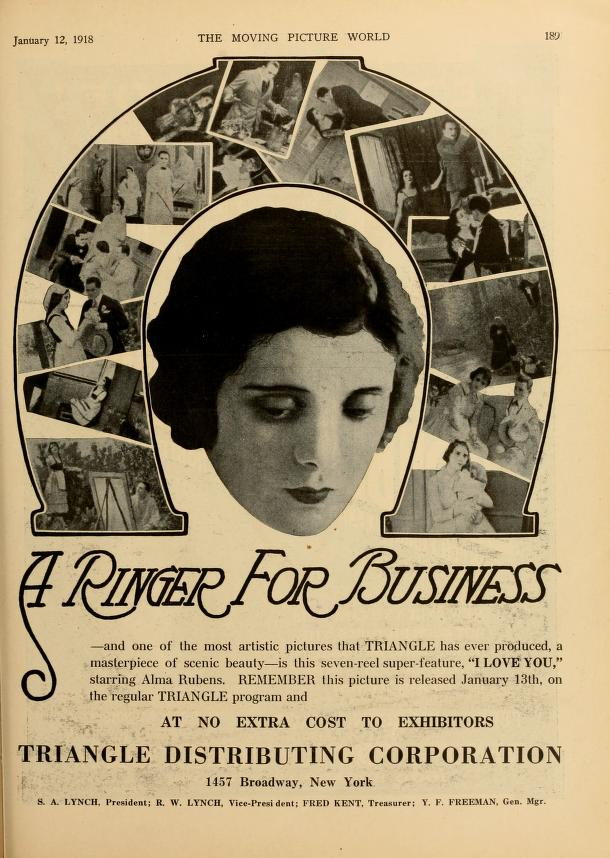
I Love You (1918)

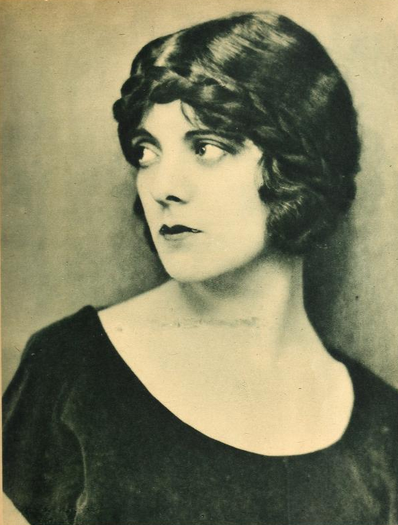
Alma Rubens em 1923

Em 1918, Alma Rubens anunciou que estava alterando a ortografia de "Rueben", seu sobrenome, para "Rubens", pois isso estava causando muita confusão na indústria do cinema e também em algumas publicações. A primeira oportunidade de Alma Rubens, já em pleno palco, ocorreu rm 1917, quando uma corista ficou doente. Alma, uma jovem aspirante naquela época, acabou sendo chamada para substituir a garota.
A sua mais importante performance ocorreu no filme Reggie Mixes In, de 1916. E ainda neste mesmo ano, como se não bastasse, fez mais seis filmes. Em 1917, apareceu no filme The Firefly of Tough Luck, que acabou tornando-se um grande sucesso e, consequentemente, a alavancou para o estrelato. Ganhou notoriedade com o filme The Half Breed, de 1916, num papel de destaque ao lado do famoso Douglas Fairbanks. Nesse mesmo ano, apareceu num filme chamado The Mystery of the Leaping Fish, ao lado de Douglas Fairbanks e Bessie Love. Pouco tempo depois, completou o filme The World and His Wife. Alma Rubens continuou fazendo filmes de sucesso até o ano de 1924. Nesse ano, apareceu nos filmes The Price She Paid e Cytherea. Em 1926 retirou-se das telas.
A sua carreira acabou do dia para a noite, tão subitamente quanto havia começado. No filme, Show Boat de 1929, fez o papel de Julie — um de seus últimos trabalhos e um de seus primeiros filmes com áudio.
No entanto, Alma Rubens começou a ter dificuldade em conseguir trabalho, devido ao seu vício em cocaína. Após algumas insistências de Marion Davies, o produtor William Randolph Hearst (que produziu vários de seus primeiros filmes), concordou em ajudá-la. Porém, o vício e as condições mentais deterioradas estavam contra ela. O vício de Alma Rubens tornou-se bastante visível quando atacou o médico que a levava para o hospital.
Mais tarde, Alma Rubens foi internada no State Narcotic Hospital, em Spadra (hoje, Pomona, Califórnia) e muitos disseram que ela estava completamente curada de seu vício em drogas. Durante o seu primeiro confinamento nas dependências de Spadra, Alma Rubens conseguiu fugir do hospital de forma surpreendente. Porém, acabou voltando voluntariamente antes de ser transferida para o Patton Estate Hospital, em San Bernardino, também na Califórnia.
A sua última aparição no palco foi em janeiro de 1930. Teve um papel para interpretar no "Writer's Club", em Hollywood, e acabou fazendo-o. Em decorrência de sua liberdade do Patton Estate Hospital, viajou para a cidade de Nova Iorque, onde anunciou uma volta aos teatros e ao cinema. Ainda em Nova Iorque, fez uma peça no teatro da cidade, e acabou voltando para Los Angeles ainda naquele mesmo mês. Nessa época, Alma Rubens estava menos doente do que quando foi presa e levada para o tratamento.

## Morte
Alma Rubens morreu de pneumonia na semana seguinte. Ficou inconsciente por três dias antes de sua morte, que ocorreu na casa de seu médico, Charles J. Pflueger. O endereço era o 112 North Manhattan Place, em Los Angeles. Consequentemente, contraiu um resfriado, que mais tarde virou pneumonia, comatose, até que o seu estado de saúde se agravou e morreu. Alma Rubens tinha apenas 33 anos de idade.
Foi enterrada em um mausoléu do Ararat Cemetery, em Fresno.

## Vida pessoal
Alma Rubens se casou três vezes. O seu primeiro casamento foi com o ator Franklyn Farnum, que era quase vinte anos mais velho do que ela, e durou apenas um mês. O casal casou-se em uma cerimônia discreta, e Alma Rubens solicitou o divórcio em agosto de 1918.
Em novembro de 1923, se casou com o roteirista e médico Daniel Carson Goodman. O casamento foi breve, e um pedido de divórcio foi arquivado em janeiro de 1925. Durante os próximos dois anos, fez diversos filmes para a Fox Film Corporation. Quando o seu contrato expirou, ela e o ator Ricardo Cortez foram para a Europa, onde casaram em fevereiro de 1926.
A vida pessoal de Alma Rubens entrou em declínio no ano de 1928, quando voltou para a Califórnia e o seu vício em drogas começou a deteriorá-la rapidamente.